# Tsit Yuen Lam

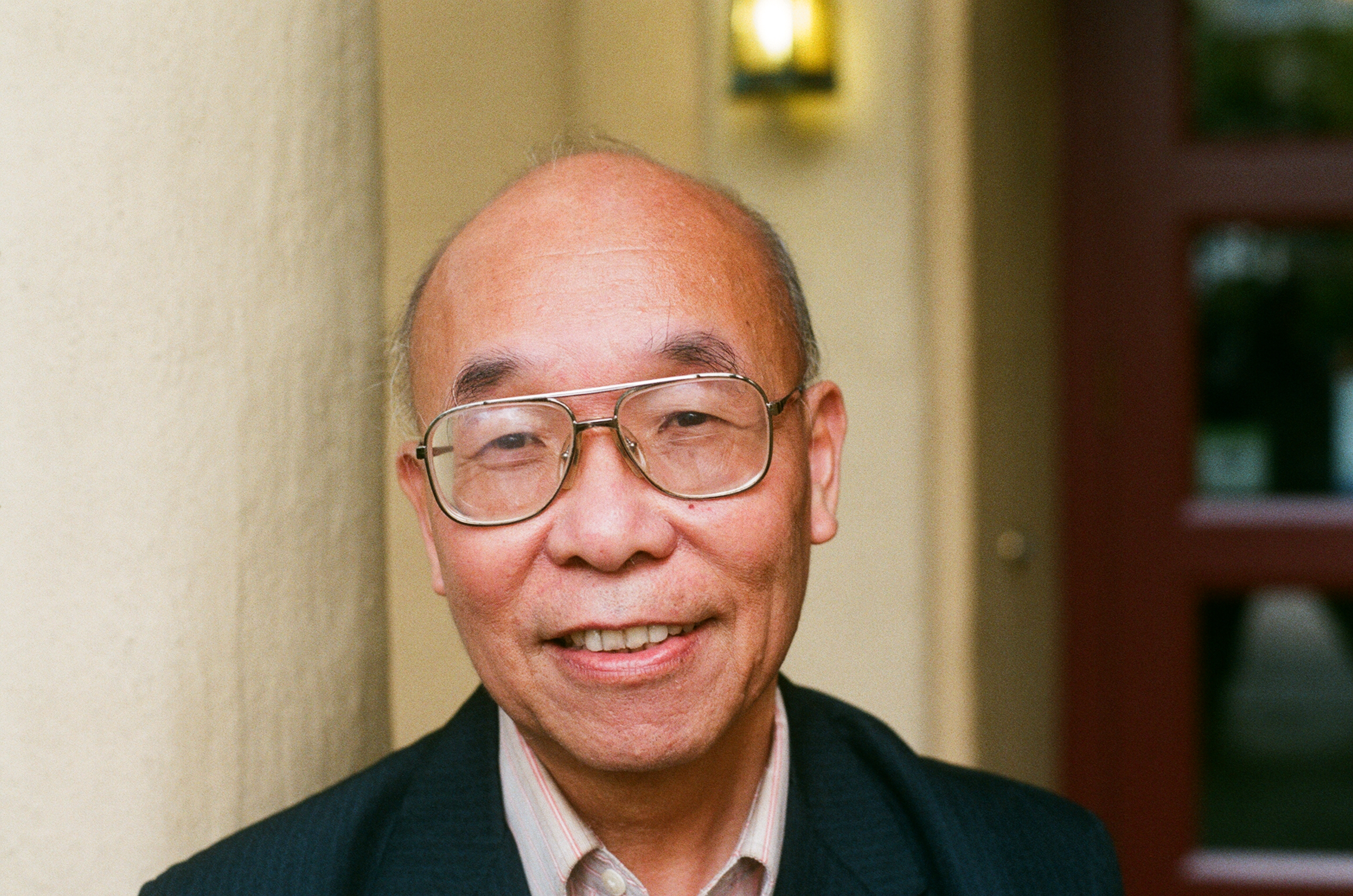
Tsit Yuen Lam (2015)

Tsit Yuen Lam, auch Tsit-Yuen Lam (* 6. Februar 1942), ist ein chinesisch-US-amerikanischer Mathematiker, der sich mit Algebra beschäftigt.
Lam studierte an der Universität Hongkong (Bachelor 1963) und an der Columbia University, wo er 1967 bei Hyman Bass promoviert wurde (On Grothendieck Groups). Er war danach Instructor an der University of Chicago und machte ab 1968 an der Universität Berkeley Karriere, wo er 1969 Assistant Professor, 1972 Associate Professor und 1976 Professor wurde. Er war dort mehrfach Vize-Direktor der mathematischen Fakultät. 1995 bis 1997 war er Deputy Director des MSRI in Berkeley.
Lam beschäftigte sich unter anderem mit Ringtheorie und quadratischen Formen.
1972 bis 1974 war er Sloan Research Fellow und 1981/82 Guggenheim Fellow. 1982 erhielt er den Leroy P. Steele Prize für seine Lehrbücher. Er ist Fellow der American Mathematical Society.
Zu seinen Doktoranden zählt Richard Elman.

## Schriften
- The algebraic theory of quadratic forms (= Mathematics Lecture Note Series. (54)). Benjamin, Reading MA 1973, ISBN 0-8053-5664-9.
- Serre’s Conjecture (= Lecture Notes in Mathematics. 635). Springer, Berlin u. a. 1978, ISBN 3-540-08657-9.
- Orderings, Valuations and Quadratic Forms. (Expository Lectures from the CBMS Regional Conference held at Carleton University August 10–14, 1981) (= Regional Conference Series in Mathematics. 52). American Mathematical Society, Providence RI 1983, ISBN 0-8218-0702-1.
- Exercises in classical ring theory. Springer, New York NY u. a. 1985, ISBN 3-540-94317-X.
- A First course in noncommutative rings (= Graduate Texts in Mathematics. 131). Springer, New York NY u. a. 1991, ISBN 0-387-97523-3.
- Representations of Finite Groups: A Hundred Years. Teil I (PDF-Datei; 472 kB). In: Notices of the American Mathematical Society. Band 45, Nr. 3, 1998, S. 361–372; Teil II (PDF-Dateien; 231 kB): Band 45, Nr. 4, 1998, S. 465–474.
- Lectures on Modules and Rings (= Graduate Texts in Mathematics. 189). Springer, New York NY u. a. 1999, ISBN 0-387-98428-3.
- Serre’s Problem on projective modules. Springer, Berlin u. a. 2006, ISBN 3-540-23317-2.